# Those Gold Plates!

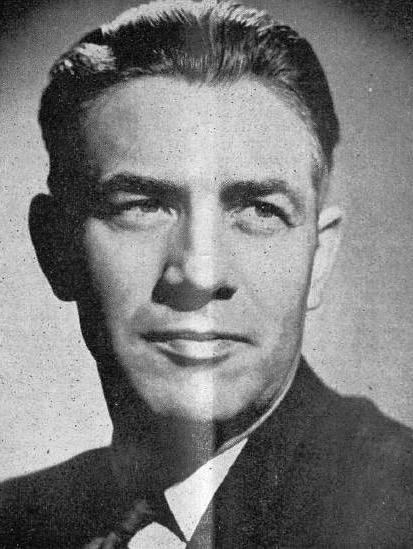
Mark E. Petersen, autor książki

Those Gold Plates! – książka autorstwa Marka E. Petersena opublikowana w 1979. Stanowi studium poświęcone złotym płytom, które – według wierzeń świętych w dniach ostatnich – są tekstem źródłowym Księgi Mormona. Znalazła trwałe miejsce w mormońskim dyskursie intelektualnym. Znana głównie z wypowiedzi autora na temat płyt z Kinderhook. W tym też kontekście wykorzystywana przez krytyków Kościoła Jezusa Chrystusa Świętych w Dniach Ostatnich.  

## Tło
Książka ukazała się w Salt Lake City, nakładem niezależnego wydawnictwa Bookcraft, jednego z najważniejszych przedsiębiorstw zajmujących się wydawaniem treści skierowanych przede wszystkim do świętych w dniach ostatnich. Jej autor był w owym czasie członkiem Kworum Dwunastu Apostołów Kościoła Jezusa Chrystusa Świętych w Dniach Ostatnich. Znany był także ze swojej rozległej aktywności pisarskiej, a w jego dorobku znajdowało się już łącznie kilkadziesiąt publikacji.
Publikacja pomyślana została jako studium poświęcone złotym płytom, a zatem zapisowi, który według wierzeń świętych w dniach ostatnich był podstawą oraz tekstem źródłowym Księgi Mormona. Książka Petersena jest pozycją relatywnie niewielką, liczy 125 stron.

## Treść i kontekst
Studium stanowi zasadniczo opracowanie doktrynalne i stara się dokonać podsumowania debat dotyczących złotych płyt, które w różnych formach toczyły się w kręgach wierzących intelektualistów mormońskich przynajmniej od lat 30. XX stulecia. Opowiada się przy tym za konserwatywnym podejściem do Księgi Mormona, jak również za dosłowną interpretacją treści pism świętych. Prezentuje poglądy typowe nie tylko dla samego Petersena, ale także dla innych wpływowych przedstawicieli władz naczelnych Kościoła z lat 60., 70. i 80. Petersen z reguły uznawany jest za przedstawiciela nurtu mormonizmu zbliżonego do chrześcijańskiego fundamentalizmu, razem z takimi przywódcami jak Bruce R. McConkie, Joseph Fielding Smith czy LeGrand Richards.
Treść książki wpisuje się w tendencję do traktowania płyt jako konkretnego, namacalnego obiektu, którego cechy fizyczne można opisać i poddać pomiarom. Sięga tym samym do badań archeologicznych i to w nich przynajmniej częściowo szuka dowodów na prawdziwość proroczej misji Josepha Smitha. Czyni to jednak nieudolnie. Pośród przykładów odnajdywanych na kontynencie amerykańskim metalowych płyt wymienia mianowicie dwa rzekome zbiory artefaktów, co do których autentyczności już w okresie poprzedzającym powstanie książki pojawiały się poważne wątpliwości. Pierwszy z nich, tak zwane płyty z Kinderhook, zostały przekazane Josephowi Smithowi w kwietniu 1843, z jednoczesną prośbą o przetłumaczenie przez niego wyrytych na nich inskrypcji. Ich domniemane odkrycie nastąpiło nieopodal Kinderhook, około 100 kilometrów od Nauvoo. Drugi natomiast, znany od nazwiska swego głównego rzekomego odkrywcy jako płyty Padilli, miał być odkopany między 1952 a 1956 w grobowcu w meksykańskim stanie Guerrero. Sam Petersen na kartach książki przyznaje jedynie lakoniczne, iż płyty z Kinderhook budzą pewne kontrowersje i że znajdują się w posiadaniu Chicago Historical Society. Sugeruje przy tym, jakoby większość ekspertów zgadzała się, że stanowią one artefakt o wartości historycznej.
Petersen stara się ponadto pokazywać na kartach książki, że twórca i pierwszy przywódca mormonizmu nie mógł mieć dostępu do wystarczającej wiedzy na temat wykorzystania płyt wykonanych z metalu w rozmaitych kulturach jako narzędzia do utrwalania informacji. Nie mógł zatem polegać na typowych, konwencjonalnych źródłach informacji, czyniąc z płyt właśnie tekst źródłowy Księgi Mormona. Ten wniosek książka uznaje za niezwykle istotny, tak w procesie weryfikacji prawdziwości mormońskiej świętej księgi, jak i w ogóle w całościowych badaniach Księgi Mormona.
Wypowiada się także na inne tematy związane z widzianą z teologicznej perspektywy genezą Księgi Mormona. Ocenia, iż proces znany pośród świętych w dniach ostatnich jako tłumaczenie Księgi Mormona trwał jedynie około czterdziestu pięciu dni roboczych.

## Znaczenie
Pośród świętych w dniach ostatnich książki autorstwa przedstawicieli władz naczelnych wspólnoty, w tym również Petersena, są postrzegane w specyficzny sposób i wpisywane w kontekst teologiczny. Nie mają przy tym statusu pisma świętego w tym samym sensie co teksty oficjalnie włączone w skład kanonu. Nie można ich jednak na gruncie teologii świętych w dniach ostatnich nie uznać za pisma święte w szerokim znaczeniu. Ten szeroki sens jest w mormonizmie najprawdopodobniej istotniejszy. Dzieje się tak z uwagi na powszechne w tej tradycji oczekiwanie na nowe teksty święte, wreszcie zaś ze względu na status samego Petersena jako proroka, widzącego i objawiciela.
W Kościele Jezusa Chrystusa Świętych w Dniach Ostatnich przekonanie o autentyczności płyt z Kinderhook panowało aż do 1980, kiedy to jeden z należących do wspólnoty naukowców dowiódł, iż są one fałszerstwem. List jednego z twórców tego fałszerstwa, Wilburna Fugate'a, do Jamesa Cobba z 1878, w którym przyznaje on, że płyty nie są autentyczne, nie został w zasadzie zauważony przez świętych w dniach ostatnich. Nawet znany z krytycznego podejścia do dociekań teologicznych B.H. Roberts uznawał płyty za autentyczne w swojej wydanej w 1909 książce. 
Być może właśnie z uwagi na długoletnią tradycję uznawania płyt z Kinderhook za prawdziwe artykuł poświęcony samym płytom opublikowany na oficjalnej stronie internetowej Kościoła nie wspomina o książce Petersena. Może to wynikać zarówno ze specyficznego podejścia władz kościelnych do historii, z niechęci do szerzenia ducha niezgody wyraźnie potępionego w Księdze Mormona czy wreszcie z niechęci do stawiania w złym świetle samego Petersena. Może też wynikać z niechęci do apologetyki jako takiej, w harmonii z okólnikiem Pierwszego Prezydium z 1983, mówiącym, że nie jest rzeczą ani mądrą, ani właściwą, by odpowiadać na wszelką krytykę.
Mimo zrozumiałej instytucjonalnej niechęci, wypływającej ze swojej nieco niewygodnej dla macierzystego Kościoła zawartości, książka znalazła trwałe miejsce w dyskursie intelektualnym, wewnątrz Kościoła Jezusa Chrystusa Świętych w Dniach Ostatnich, jak i w środowiskach krytycznych wobec tej grupy religijnej. Główną przyczyną jej stałego przywoływania w dyskusjach i publikacjach pozostaje wzmianka o płytach z Kinderhook – pomimo swojej lakoniczności i oględności. Przedstawiciele mormońskich środowisk apologetycznych, takich jak B.H. Roberts Foundation czy Foundation for Apologetic Information & Research (FAIR), przyznają, że publikacja rzeczywiście powołała się na ten artefakt w poszukiwaniu dowodów na autentyczność Księgi Mormona. Dodają wszakże, iż Petersen nie przywiązywał do samych płyt jakiejś szczególnej wagi. Usiłują także samą wzmiankę kontekstualizować, wskazując, że przekonanie o ich prawdziwości nie było niczym nadzwyczajnym pośród świętych w dniach ostatnich. Spośród krytyków mormonizmu w kontekście płyt z Kinderhook na książkę Petersena powołuje się chociażby środowisko twórców podkastu Mormon Stories, twórcy serwisu LDS Discussions czy Jeremy Runnels, twórca tak zwanego listu do Kościelnego Systemu Edukacji oraz powiązanej z nim CES Letter Foundation.
Pamiętana jest i przywoływana jednocześnie przez apologetów i teologów mormońskich w kontekście swego istotnego wkładu w badania nad archeologią Księgi Mormona. W tym sensie wspominał o niej chociażby John A. Tvedtnes.